# Cryptopone motschulskyi
Cryptopone motschulskyi är en myrart som beskrevs av Horace Donisthorpe 1943. Cryptopone motschulskyi ingår i släktet Cryptopone och familjen myror. Inga underarter finns listade i Catalogue of Life.